# Краљица Марлена
Краљица Марлена је измишљени лик из франшизе Господари свемира. У првим стриповима била је просечна средњовековна краљица, али је убрзо решено да потиче са Земље. Потом је за серију Хи-Мен и Господари свемира прерађена у Марлену Глен, прву астронауткињу са Земље. Марленин брод се срушио на Етернију, где је срела свог будућег мужа, краља Рандора, а касније родила двоје деце, Адама и Адору.